# سيث جون كوثبرت
سيث جون كوثبرت (بالإنجليزية: Seth John Cuthbert)‏ هو سياسي أمريكي، ولد في 1739 في سافانا في الولايات المتحدة، وتوفي في 23 أغسطس 1797. انتخب حاكم جورجيا ‏.